# Sisești
Sisești – wieś w Rumunii, w okręgu Mehedinți, w gminie Sisești. W 2011 roku liczyła 854 mieszkańców.